# Liopasia reliqualis
Liopasia reliqualis là một loài bướm đêm trong họ Crambidae.